# Dunc Gray
Edgar Laurence „Dunc” Gray (ur. 17 lipca 1906 w Goulburn, zm. 30 sierpnia 1996 w Kiama) – australijski kolarz torowy, dwukrotny medalista olimpijski.

## Kariera
Największy sukces w karierze Dunc Gray osiągnął w 1932 roku, kiedy zdobył złoty medal w wyścigu na 1 km podczas igrzysk olimpijskich w Los Angeles. W zawodach tych bezpośrednio wyprzedził Holendra Jacobusa van Egmonda i Francuza Charlesa Rampelberga. Na tych samych igrzyskach zajął czwarte miejsce w sprincie, przegrywając walkę o podium z Włochem Bruno Pellizzarim. Cztery lata wcześniej, na igrzyskach w Amsterdamie Gray był trzeci na dystansie 1 km, ulegając tylko Duńczykowi Willy’emu Falckowi Hansenowi i Gerardowi Boschowi van Drakesteinowi z Holandii. Wystartował również na igrzyskach olimpijskich w Berlinie w 1936 roku, gdzie rywalizację w sprincie zakończył na piątej pozycji. Ponadto w swej koronnej konkurencji zdobył złoto na igrzyskach Imperium Brytyjskiego w Londynie w 1934 roku, a na igrzyskach Imperium Brytyjskiego w Sydney w 1938 roku był najlepszy w sprincie. Nigdy nie zdobył medalu na torowych mistrzostwach świata.
Jego imieniem nazwany został tor kolarski wybudowany na igrzyska olimpijskie w Sydney w 2000 roku.